# Hasborn-Dautweiler
Hasborn-Dautweiler é um bairro do município alemão Tholey, localizado no estado de Sarre, distrito de Sankt Wendel.